# Bohdan (Rachiw)
Bohdan (ukrainisch Богдан; russisch Богдан Bogdan, tschechisch Bohdan oder Bila Tisa, ungarisch Tisza-[Bogdány], deutsch selten Bochdann) ist ein Dorf in der ukrainischen Oblast Transkarpatien.

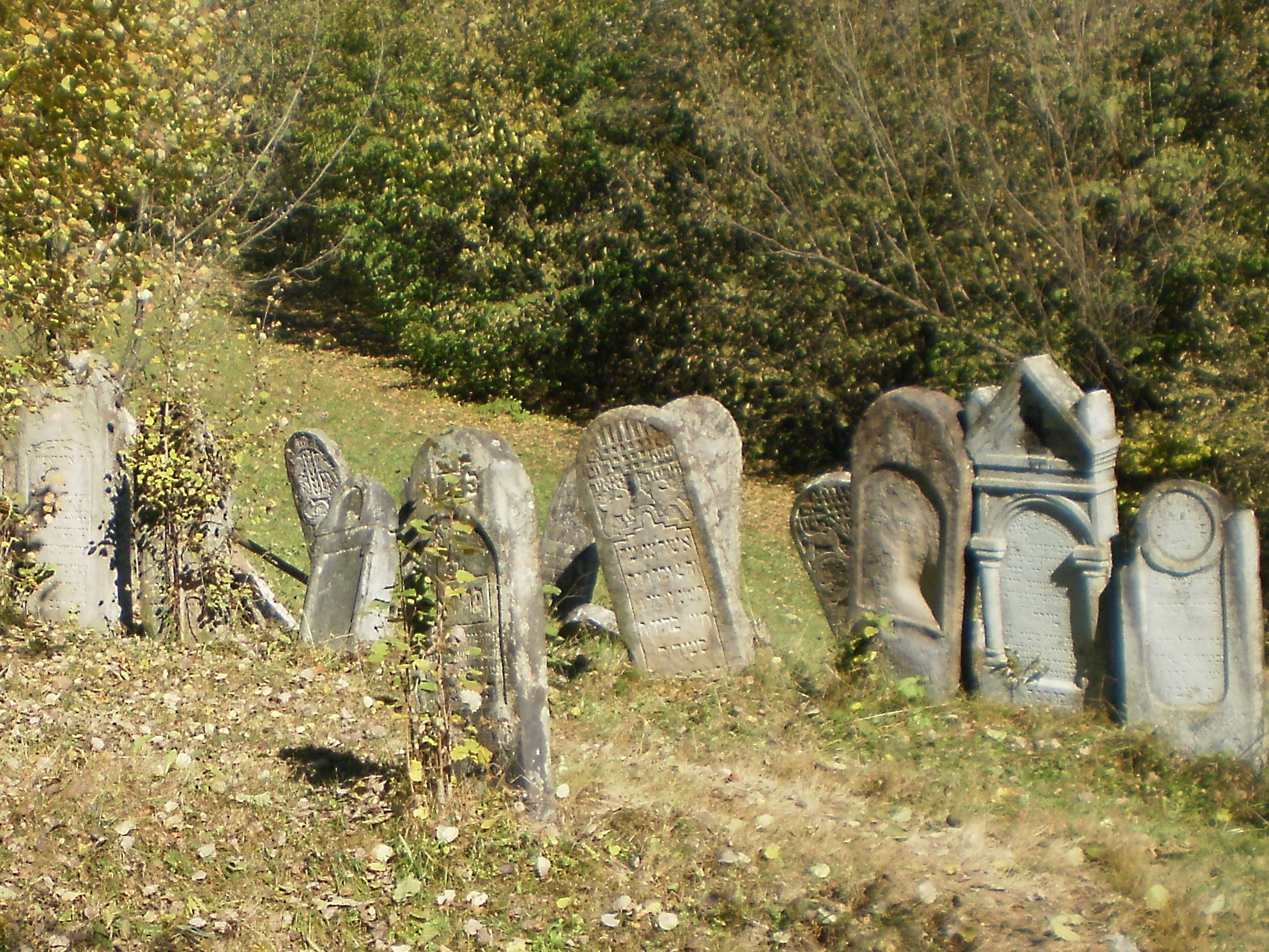
Jüdische Grabsteine am Ortsfriedhof

Mit rund 3400 Einwohnern ist Bohdan eine der einwohnerreichsten Ortschaften im Rajon Rachiw. Das Dorf am Ufer der Weißen Theiß umfasst eine Fläche von 1,29 km² und bildet zusammen mit dem weiter östlich liegenden Dorf Breboja (Бребоя) eine Landratsgemeinde.
Am 12. Juni 2020 wurde das Dorf zusammen mit 5 umliegenden Dörfern zum Zentrum der neu gegründeten Landgemeinde Bohdan (Богданська сільська громада/Bohdanska silska hromada) im Rajon Rachiw. Bis dahin bildete es zusammen mit den Dörfern Breboja die Landratsgemeinde Bohdan (Богданська сільська рада/Bohdanska silska rada).
Folgende Orte sind neben dem Hauptort Bohdan Teil der Gemeinde:
| Name                     | Name       | Name                   | Name             | Name        | Name    |
| ukrainisch transkribiert | ukrainisch | russisch               | slowakisch       | ungarisch   | deutsch |
| ------------------------ | ---------- | ---------------------- | ---------------- | ----------- | ------- |
| Breboja                  | Бребоя     | Бребоя                 | Preboja, Breboja | Bértelek    | -       |
| Howerla                  | Говерла    | Говерла (Gowerla)      | Hoverla          | Hoverla     | -       |
| Luhy                     | Луги       | Луги (Lugi)            | Luhy             | Láposmező   | -       |
| Rostoky                  | Розтоки    | Розтоки (Rostoki)      | Rostoky, Rostoka | Nyilas      | -       |
| Wydrytschka              | Видричка   | Выдричка (Wydritschka) | Vydryčka         | Vidráspatak | -       |

Der Ort entstand im 18. Jahrhundert und wurde 1803 zum ersten Mal schriftlich erwähnt. Bis 1919 gehörte er zum Kaiserreich Österreich-Ungarn beziehungsweise Ungarn, danach als Teil der Karpato-Ukraine zur Tschechoslowakei. Mit der Annektierung kam er 1939–1945 wieder zu Ungarn, ab 1945 war der Ort ein Teil der Sowjetunion und ist seit 1991 Teil der Ukraine.
Von 1971 an hatte die Ortschaft den Status einer Siedlung städtischen Typs, dieser wurde am 22. Juli 1992 wieder aberkannt.